# バルザストロント
座標: 北緯65度28分59秒 西経23度31分48秒 / 北緯65.483度 西経23.530度

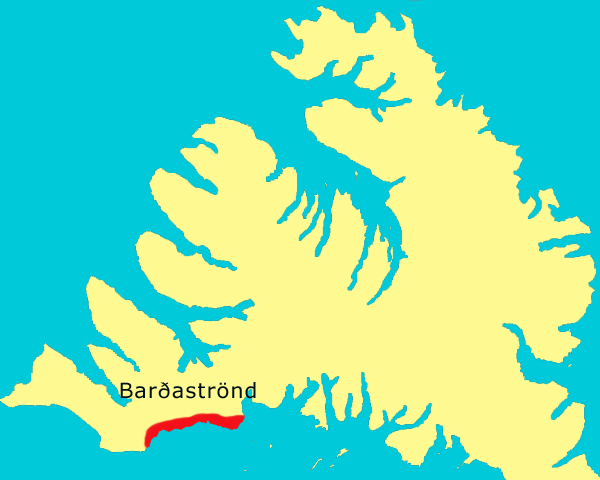
西部フィヨルド地方の地図。別の色で示した部分がバルザストロント。

バルザストロント（アイスランド語: Barðaströnd, 「外縁の海岸」の意）は、アイスランド北西部にある沿岸地域の一つ。西部フィヨルド地方の南岸、ヴァスフィヨルズル（アイスランド語: Vatnsfjörður）峡湾からスィグルネースフリザル（アイスランド語: Sigluneshlíðar）崖岸までの間に広がる海岸を指す。
歴史的には、9世紀の植民者フローキ・ヴィルゲルザルソン（アイスランド語: Flóki Vilgerðarson, 「大鴉のフローキ」とも）が最初の越冬をした地として知られる。
アイスランドの県の一つバルザストランダルシスラ（アイスランド語: Barðastrandarsýsla, バルザストランダル県、バルザストロント県）の名称は、この地域に由来する。